# Directo (álbum de Hamlet)
Directo, también conocido como Directo Hamlet, es el nombre de un doble disco del grupo Hamlet, lanzado en marzo del 2003. Fue grabado en directo durante conciertos en las ciudades de Madrid y Bilbao, el primero el 16 de noviembre de 2002. Fue lanzado bajo el sello discográfico Locomotive Records. También fue lanzando con un DVD, el cual incluye dos temas más que no aparecen en los CD de audio, "Versus" y "Acuerdate de mi". Contiene un libreto con fotos de los conciertos.
La web musical de FNAC criticó positivamente al grupo, diciendo que «están en su mejor momento tanto de inspiración compositiva, como de puesta en escena».

## Lista de canciones

### CD 1
1. "Irracional" - 2:53
2. "J.F." - 5:07
3. "Egoísmo" - 5:50
4. "Queda mucho por hacer" - 3:27
5. "Mira hacia atrás" - 3:53
6. "Vivo en él" - 3:17
7. "El mejor amigo de nadie" - 3:49
8. "Denuncio a Dios" - 3:19
9. "No lo entiendo" - 4:47
10. "El color de los pañuelos" - 6:31

### CD 2
1. "Antes y después" - 5:15
2. "Esperaré en el infierno" - 3:19
3. Medley: "Al Lado" - "Coeficiente Deprimente" - "Odio" - 8:08
4. "Vivir es una ilusión" - 5:10
5. "Dementes Cobardes" - 3:13
6. "Tortura-Visión" - 3:19
7. "Tu medicina" - 4:21
8. "Limítate"- 4:13
9. "Que voy a hacer" - 7:28
10. "Habitación 106" - 6:14

### Extras DVD
1. "Versús"
2. "Acuérdate de mi"

## Miembros
- J. Molly - voz
- Luis Tárraga - guitarra solista
- Pedro Sánchez - guitarra rítmica
- Augusto Hernández - bajo, coros
- Paco Sánchez - batería